# Il segreto della Torre di Londra
Il segreto della Torre di Londra è un romanzo scritto da C. J. Sansom, pubblicato in Italia nel 2006 dalla casa editrice Sperling & Kupfer.

## Trama
Dopo aver scoperto un complotto per rovesciare la monarchia, il re Enrico VIII, nell'estate del 1541, per ribadire all'inquieta nobiltà delle contee del Nord dell'Inghilterra la sua supremazia, organizza una grandiosa visita ufficiale nel paese per ricevere atto di sottomissione. Lo accompagnano migliaia di soldati, la crema della nobiltà e la sua quinta moglie, Caterina Howard.
Nel mese di settembre l'avvocato Matthew Shardlake viene inviato a York dall'arcivescovo Thomas Cranmer per far parte del seguito della visita come incaricato di occuparsi delle suppliche al re. Un secondo incarico, ufficioso, è quello di assicurarsi che un pericoloso cospiratore, Edward Broderick, arrivi vivo alla Torre di Londra.
Tuttavia, nel fermento generale, l'acuto legale coglie segnali allarmanti e, con l'aiuto del suo fidato assistente Jack Barak, decide di indagare per conto proprio. Così facendo, mentre l'imponente corteo avanza, mastro Shardlake incappa in una serie di informazioni compromettenti che, nelle mani delle persone sbagliate, potrebbero minare la stabilità della monarchia stessa: dalla confessione di un moribondo alla sparizione di un cofanetto contenente informazioni molto pericolose, senza citare i numerosi intrighi orditi nell'ombra. Ne fa le spese lo stesso avvocato che subisce numerosi attentati alla sua vita e alla fine sarà proprio lui stesso a finire nella tanto temuta Torre di Londra...

## Personaggi principali
Matthew Shardlake: avvocato incaricato di condurre il prigioniero a Londra;

Jack Barak: assistente di Shardlake;

Giles Wrenne: avvocato conosciuto da Shardlake a York;

Jennet Marlin: dama di compagnia della regina;

Tamasin Reedbourne: dama a servizio della cucina privata della regina.

## Edizioni
- C. J. Sansom, Il segreto della Torre di Londra, traduzione di Gian M. Giughese, Sperling & Kupfer, 2006,  pp. 632, cap. 48, ISBN 88-200-4154-5.